# Hordenin
Hordenin ist eine chemische Verbindung, die in vielen Pflanzen vorkommt. Hordenin gehört zu den Alkaloiden. Es entsteht biochemisch aus Tyramin.
Hordenin wurde 1894 im Kaktus Anhalonium fissuratum von Arthur Heffter entdeckt und von ihm Anhalin genannt. Leger wies 1906 sein Vorkommen in Gerste (Hordeum vulgare), welche der Substanz ihren Namen gab, nach und konnte die Struktur ermitteln.

## Pharmakologie
Hordenin ist ein Sympathomimetikum und aktiviert in hoher intravenöser Dosierung nikotinische Acetylcholinrezeptoren und Adrenozeptoren. Bei oraler Zufuhr (über den Verdauungstrakt) tritt diese Wirkung nicht ein. Weil es auch in geringen Mengen in Futterpflanzen wie Gerste vorkommt, nehmen Tiere Hordenin unbeabsichtigt zu sich. Bei Pferderennen kann es deswegen zu einem Dopingverdacht kommen.
Darüber hinaus zeigt Hordenin eine hemmende Wirkung auf das Wachstum anderer Pflanzen. Daher wird vermutet, dass diese Substanz zur Selbstverteidigung der produzierenden Pflanze dient.
Unter den 13.000 verschiedenen Lebensmittelinhaltsstoffen, die von einer Forschergruppe der Universität Erlangen-Nürnberg untersucht wurden, hat der Bierinhaltsstoff Hordenin die beste Aktivität gegenüber dem Dopamin-D2-Rezeptor.

## Analytik
Die zuverlässige qualitative und quantitative Bestimmung von Hordenin gelingt nach adäquater Probenvorbereitung durch Einsatz der HPLC.